# 冠冕

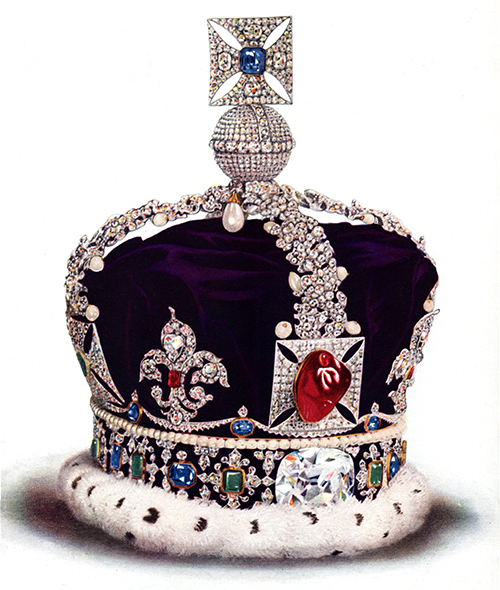
帝國皇冠

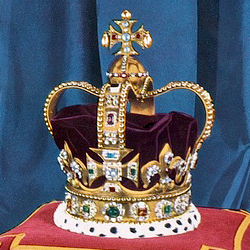
聖愛德華皇冠

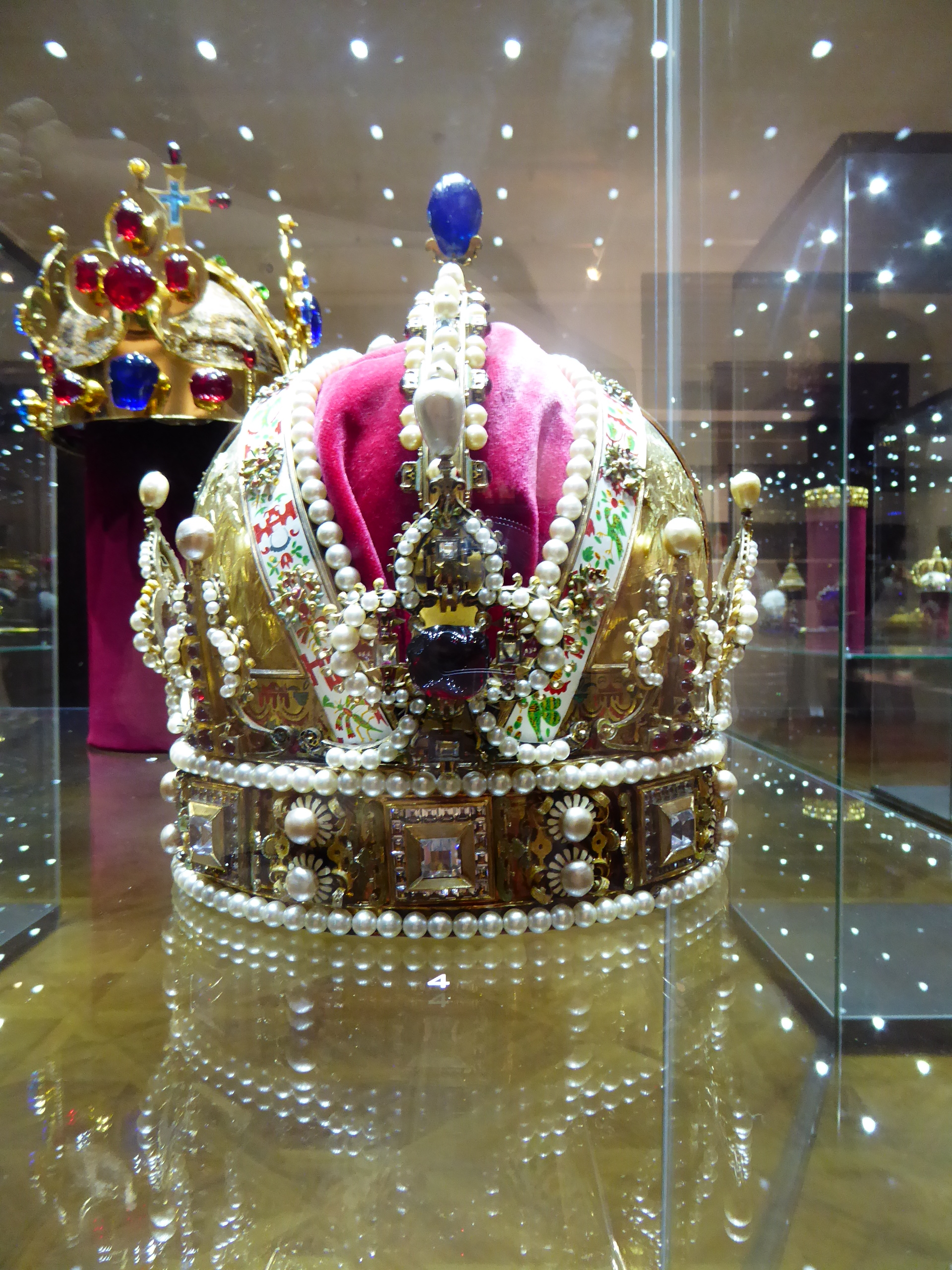
奧地利皇冠

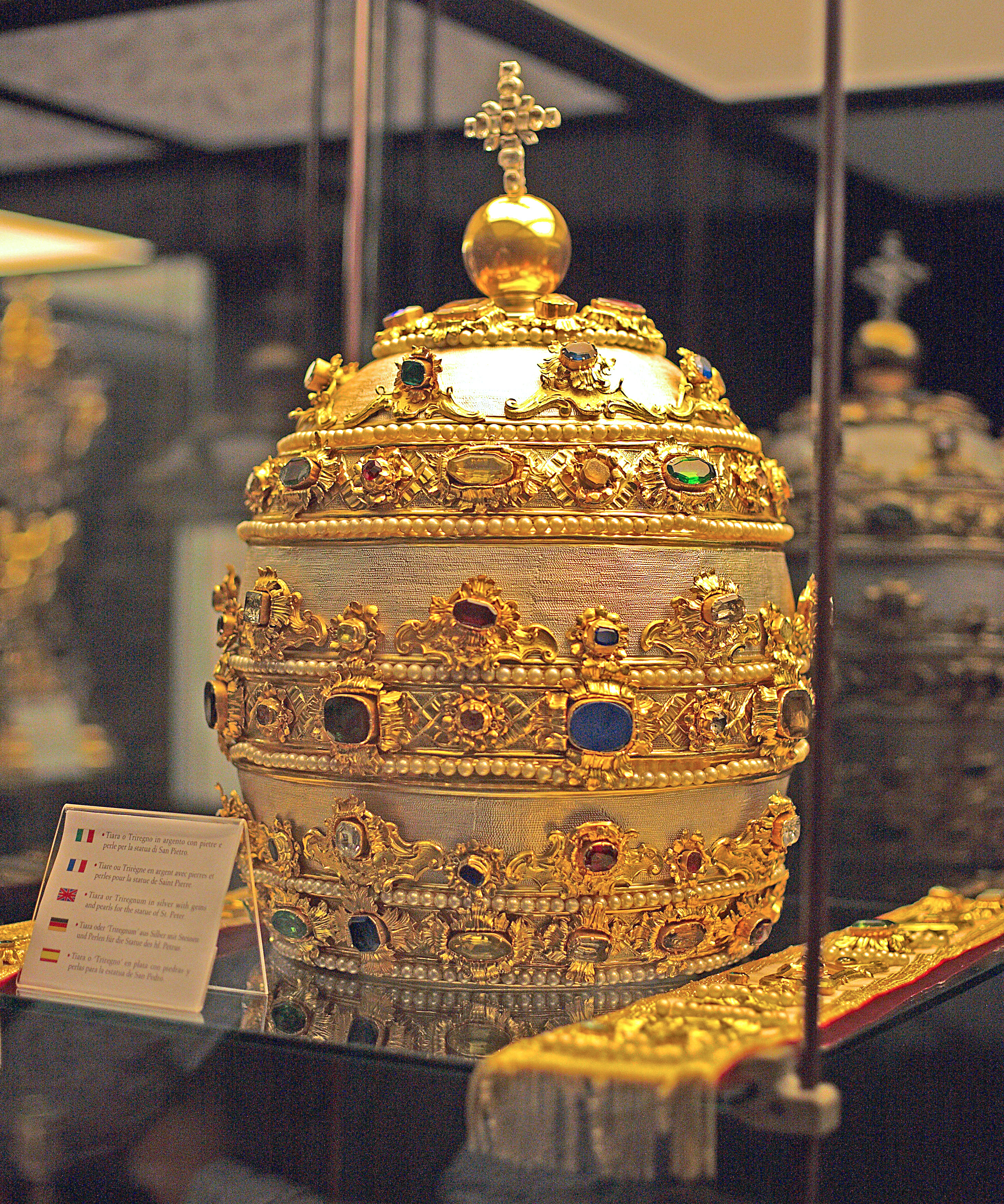
三重冕

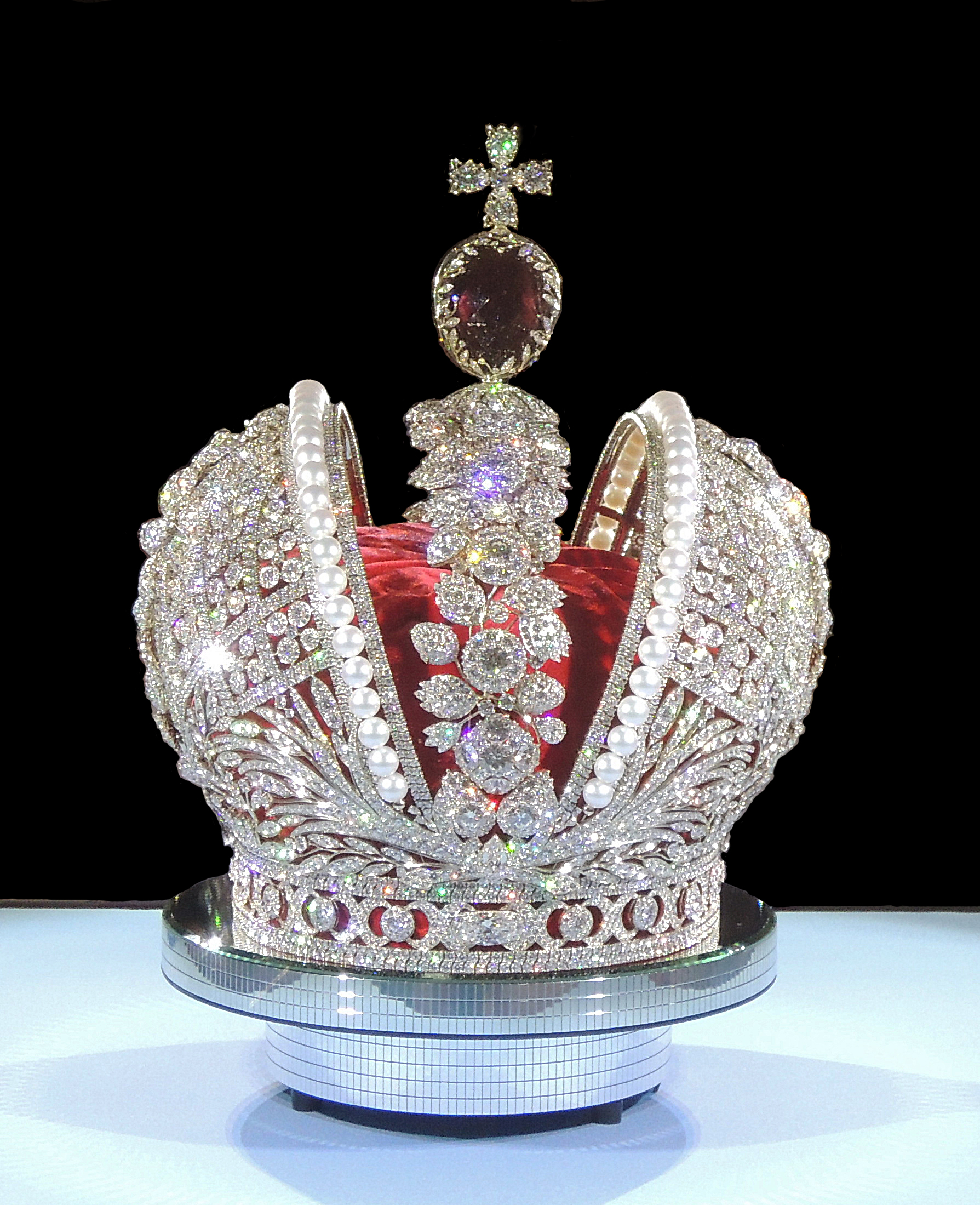
俄羅斯皇冠

冠冕，视统治者或掌权者的具体头衔可称为皇冠或王冠等，是世界許多地區君主或神頭上所載的權力與正統性的象徵物。中華文化圈各國的冕冠與之相似。

## 類別
冠冕共分為三類，詳細如下：
1. 加冕皇冠，加冕典禮用的皇冠，只有在君主加冕時戴上，可能是自行戴上或由教會主教戴上。
2. 帝冠（君主皇冠），君主平時所戴的皇冠，代表著無上的權力。貴族有時也會戴著類似的寶冠，代表其身份。
3. ，皇后所戴的皇冠，並沒有權力的意義，只是代表其身份高貴。

在某些古代國家裡，頂冠可能戴在平民頭上而非君主頭上。如古羅馬凱旋的將軍，古希臘奧運項目得勝的選手等，而這種頂冠大多是用桂葉做成的桂冠。

## 歷史

教宗庇護七世加冕拿破崙為法蘭西帝國皇帝的情景

在除東歐外歐洲諸國的基督教傳統裡，君主的權力來自基督教會，因此新君即位有時會舉行加冕典禮，由基督教會的主教為其加冕，以表示其正統性。部份神聖羅馬帝國皇帝還遠赴義大利羅馬讓教宗親自為其加冕。法國的拿破侖亦依照此傳統，由教宗庇護七世加冕為法蘭西帝國皇帝。详细請參看加冕皇冠。
歐洲君主的皇冠最初是由君士坦丁大帝由波斯阿開民王朝引進的，被其後的羅馬的皇帝沿用。
美國自由女神像頭上所戴的頂冠為象征光明之光照冠；羅得斯島巨像（古希臘太陽神赫利俄斯之像）頭上所戴的頂冠也可能是光照冠，代表太陽之光輝。其後大多數仍為異教徒的羅馬皇帝在羅馬傳統的太陽節時配戴亦戴上光照冠。
如今只有英國仍沿襲君主頭戴王冠的傳統，不過很多其他歐洲國家的君主仍保留王冠作為其家族徽章。
全球很多古老民族的統治者在信史時代前已經有頭戴頂冠的習慣。而皇冠通常會由很多珠寶及黃金組合而成，不過美洲土著在歐洲人移民至美洲前則經常頭戴由麗鵑羽毛所製的頂冠，在波里尼西亞地區亦有這情種情形出現。
- 加冕通常與其他儀式一起舉行，如登基大典與基督教的塗油禮。

## 象徵意義
皇冠通常是君主身份的象徵。然而有很多國家的君主可能從未真正戴過皇冠，皇冠的圖案可能只作為其家族的徽章，如比利時王國便沒有加冕典禮。
- 東正教婚體裡有一個儀式名為加冠，即新人們被加冠為其未來家庭的國王與王后。在希臘婚礼中，頂冠通常由花朵(人工轧制或者由自然分叉的嫩枝)所製，並由新人作為紀念品保存起來。在斯拉夫婚禮裡，頂冠通常由金屬所製，並會模仿真實的皇冠而製，但通常並不會在每次婚禮時新製一對，反而是由教區自行保留一對，在該教區所有新人舉行婚禮時為其戴上，因為其造價遠比希臘式的為高。

- 兒童，特別是女孩，通常會戴上花環，就像是戴上后冠。

- 冕冠在宗教上通常被視為神聖的代表，舉例來說，三重冕有時會被虔誠的宗教信徒視為神聖的模範。